# Gomholm
Gomholm är en ö i Andersöfjärden i Hammarland på Åland. Gomholm ligger cirka 700 meter nordväst om Skarpnåtö på fasta Åland.  
Gomholms area är 30,2 hektar och dess största längd är 0,9 kilometer i nord-sydlig riktning.